# Голова Воєнного кабінету при Раді національної безпеки і оборони України
Голова Воєнного кабінету при Раді національної безпеки і оборони України — керівник робочого органу РНБОУ, який очолює Голова РНБОУ- Верховний Головнокомандувач Збройних сил України — Президент України.
Під час воєнного стану у державі, очолює Ставку Верховного Головнокомандувача Збройних Сил України.
24 лютого 2022 року у зв'язку зі збройною агресією Російської Федерації проти України, що загрожує її державній незалежності та територіальній цілісності, для забезпечення стратегічного керівництва Збройними Силами України, іншими військовими формуваннями та правоохоронними органами Президент України Володимир Зеленський на підставі пропозиції Ради національної безпеки і оборони України утворив Ставку Верховного Головнокомандувача та затвердив її персональний склад. Також було припинено діяльність Воєнного кабінету Ради національної безпеки і оборони України.

## Конституційний та законодавчий статус
В Україні ця посада вперше була введена 18 лютого 2015 року.
Згідно статті 107 Конституції України та статті 5 Закону України «Про Раду національної безпеки і оборони України», Головою Ради національної безпеки і оборони України є — Президент України.
У разі дострокового припинення повноважень Президента України, відповідно до статей 108, 109, 110 і 111 Конституції України, виконання обов'язків Голови Ради національної безпеки і оборони України на період до обрання і вступу на пост нового Президента України покладається на Голову Верховної Ради України.
Голова ВК РНБОУ діє на підставі затвердженого Положення.

## Повноваження
Голова Воєнного кабінету при Раді національної безпеки і оборони України:
здійснює керівництво діяльністю Кабінету, визначає порядок його роботи та головує на засіданнях Кабінету;
затверджує за поданням секретаря Кабінету склад робочих та експертних груп Кабінету;
приймає рішення про запрошення на засідання Кабінету керівників центральних та місцевих органів виконавчої влади, органів військового управління, правоохоронних органів, органів місцевого самоврядування, військово-цивільних адміністрацій, залучення їх до розгляду Кабінетом питань, а також про заслуховування на засіданнях Кабінету керівників органів військового управління, правоохоронних органів;
заслуховує доповіді членів Кабінету про виконання визначених ним завдань, а також доповіді секретаря Кабінету про стан виконання прийнятих Кабінетом рішень.

## Діючий Голова ВК РНБОУ
Наразі Головою Воєнного кабінету при Раді національної безпеки і оборони України є — Президент України Зеленський Володимир Олександрович.